# Crematogaster fritzi
Crematogaster fritzi är en myrart som beskrevs av Carlo Emery 1901. Crematogaster fritzi ingår i släktet Crematogaster och familjen myror. Inga underarter finns listade i Catalogue of Life.